# Bromure de cétyltriméthylammonium
Le bromure de cétyltriméthylammonium, ou CTAB, est un composé organique de formule chimique [(CH3(CH2)15N(CH3)3]Br. Il se présente sous la forme d'une poudre blanche utilisée comme tensioactif. Il est constitué par une longue chaîne aliphatique apolaire en C16 contenant 16 atomes de carbone saturés (chaine cétylique, ou hexadécane) attachée à un groupement triméthyl ammonium quaternaire chargé positivement. Il forme des micelles stables dans l'eau. Il est largement employé dans la production de nanoparticules d'or (sphères, bâtonnets, bipyramides...), de nanoparticules de silice mésoporeuse (MCM-41 par exemple) et d'après-shampooings. Le cation hexadécyltriméthylammonium [(CH3(CH2)15N(CH3)3]+ est un antiseptique efficace contre les bactéries et les champignons.
C'est l'un des ingrédients du cétrimide (en). C'est également le principal ingrédient de solutions tampons utilisées pour l'extraction de l'ADN. Le chlorure de cétyltriméthylammonium (en) et le stéarate de cétyltriméthylammonium, qui lui sont apparentés, peuvent être également utilisés comme antiseptiques ainsi que dans les shampooings et les cosmétiques. Le CTAB est cependant une substance assez chère qui n'est employée que dans des cosmétiques haut de gamme.
Comme la plupart des tensioactifs, le bromure de cétyltriméthylammonium forme des micelles en solution aqueuse. À 303 K (30 °C), il forme des micelles ayant un nombre d'agrégation (en) compris entre 75 et 120 selon le mode de détermination, la moyenne étant de l'ordre de 95, et un degré d'ionisation α = 0,2 à 0,1 selon que la concentratien est basse ou haute.

## Applications

### Biologie et médecine
Le bromure de cétyltriméthylammonium est un tensioactif très utilisé pour l'extraction de l'ADN afin de dissoudre la membrane plasmique des cellules et de provoquer leur lyse. La séparation fonctionne également avec les tissus riches en polysaccharides : le CTAB se lie à ces derniers lorsque leur concentration est élevée, ce qui les élimine de la solution.
Les membranes cellulaires sont essentiellement constituées d'acides gras, qui sont amphiphiles, de sorte que des détergents sont souvent utilisés pour les dissoudre en interagissant à la fois avec leur groupe hydrophile et leur domaine hydrophobe. Le bromure de cétyltriméthylammonium est apprécié en biologie moléculaire et en biochimie parce qu'il préserve l'intégrité de l'ADN précipité au cours de l'opération. En particulier, la charge positive du cation cétyltriméthylammonium dénature les glycoprotéines et les polysaccharides cellulaires avant qu'ils n'interfèrent avec le processus d'extraction de l'ADN.
Le bromure de cétyltriméthylammonium présente également un intérêt comme anticancéreux favorisant l'apoptose des cellules de cancers des voies aérodigestives supérieures.

### Production de nanoparticules
Les tensioactifs jouent un rôle clé dans la production de nanoparticules en s'adsorbant à la surface des nanoparticules en formation, ce qui réduit leur énergie de surface. Ils aident également à prévenir l'agrégation, par exemple à travers des mécanismes DLVO (en).
Les nanoparticules d'or font l'objet de recherches en raison de leurs propriétés particulières, qui peuvent être mises à profit dans les domaines de la catalyse, l'optique, l'électronique, les appareils de détection et de mesure, et la médecine. Le contrôle de la forme et de la taille de ces nanoparticules est important pour ajuster leurs propriétés, et le bromure de cétyltriméthylammonium est largement utilisé précisément pour contrôler la morphologie des nanoparticules. On pense qu'il agit en se liant aux facettes des cristaux en formation.
Une partie de cet effet provient de la réaction du CTAB avec d'autres réactifs au cours du processus de fabrication. Par exemple, lors de la synthèse auqueuse de nanoparticules d'or, l'acide chloraurique HAuCl4 peut réagir avec le CTAB pour donner un complexe CTA+AuCl4−,. Ce complexe aurique réagit ensuite avec de l'acide ascorbique pour donner de l'acide chlorhydrique, un radical d'acide ascorbique et un complexe CTA-AuCl3. Ces deux dernières espèces réagissent spontanément pour produire des nanoparticules métalliques Au0 et d'autres sous-produits. La substitution des anions chlorure Cl− par des anions bromure Br− sur les centres Au(III) se produit de manière simultanée ou alternative. La cinétique de la formation des nanoparticules est influencée par la complexation avec le cation ammonium et la spéciation du précurseur Au(III), qui influencent par conséquent la taille, la forme et la distribution des formes et des tailles des particules ainsi formées.
Le bromure de cétyltriméthylammonium a été utilisé pour la publication du premier matériau mésoporeux ordonné. Les solides microporeux, dont les pores ont un diamètre inférieur à 2 nm, et les solides mésoporeux, dont les pores ont un diamètre compris entre 2  et   50 nm, se sont avérés d'une grande utilisé comme catalyseurs et matériaux d'adsorption en raison de leur surface spécifique élevée. Les zéolithes sont des matériaux microporeux typiques dont les pores sont cependant trop petits pour permettre une grande variété d'applications. La silice mésoporeuse est un matériau mésoporeux bien connu, mais elle est fréquemment amorphe ou paracristalline, avec des pores irrégulièrement disposés dont le diamètre présente une dispersion importante. Le besoin de disposer de matériaux mésoporeux très ordonnés avec une bonne cristallinité à moyenne échelle a favorisé l'utilisation de tensioactifs avec gels d'aluminosilicates, par exemple pour former des matériaux contenant des réseaux de canaux uniformes de dimension réglable de 1,6  à   10 nm en fonction du tensioactif, des réactifs auxiliaires et des conditions de réaction. On pense que la formation de ces matériaux ordonnés repose sur la formation de parois inorganiques entre micelles disposées régulièrement. Le bromure de cétyltriméthylammonium tend à former des micelles organisées en réseau hexagonal bidimensionnel ; le précurseur de silice s'hydrolyse entre les micelles et remplit les espaces avec du dioxyde de silicium. La matrice organique est ensuite éliminée par calcination, laissant une silice mésoporeuse ordonnée.